# Tejaswin Shankar
Tejaswin Shankar (né le 21 décembre 1998 à New Delhi) est un athlète indien, spécialiste du saut en hauteur et du décathlon.

## Biographie
Le 10 novembre 2016, lors des Championnats nationaux juniors à Coimbatore, il bat le record national senior avec un saut de 2,26 m, réussi au deuxième essai.
Le 27 avril 2018, il bat le record national avec 2,29 m à Lubbock.
Le 24 février 2018, il avait franchi 2,28 m en salle à Ames.
Le 6 avril 2019, il saute 2,25 m à Tempe.
Le 11 mai 2019, il saute 2,26 m à Norman.
À partir de 2022 il concourt aussi sur le décathlon. En 2023 il obtient la médaille d'argent aux Jeux asiatiques de Hangzhou. Avec un score de 7 666 pts il bat de huit points le record d'Inde détenu depuis 2016 par Bhartinder Singh.

## Palmarès
| Date | Compétition          | Lieu       | Discipline | Résultat | Marque    |
| ---- | -------------------- | ---------- | ---------- | -------- | --------- |
| 2018 | Jeux du Commonwealth | Gold Coast | Hauteur    | 6e       | 2,24 m    |
| 2022 | Jeux du Commonwealth | Birmingham | Hauteur    | 3e       | 2,22 m    |
| 2023 | Championnats d'Asie  | Bangkok    | Décathlon  | 3e       | 7 527 pts |
| 2023 | Championnats d'Asie  | Bangkok    | Hauteur    | 7e       | 2,10 m    |
| 2023 | Jeux asiatiques      | Hangzhou   | Décathlon  | 2e       | 7 666 pts |

## Records
| Épreuve         | Temps          | Lieu     | Date           |
| --------------- | -------------- | -------- | -------------- |
| Saut en hauteur | 2,29 m (NR)    | Lubbock  | 2 avril 2018   |
| Décathlon       | 7 666 pts (NR) | Hangzhou | 3 octobre 2023 |